# Action (film, 1921)
Pour les articles homonymes, voir Action.
Pour plus de détails, voir Fiche technique et Distribution.
Action est un film muet américain réalisé par John Ford, sorti en 1921.

## Synopsis
Molly, une orpheline, est l'héritière d'un ranch et d'une mine. Elle tombe sous l'influence du propriétaire du saloon, Plimsoll, qui cherche à la priver de son héritage. Sandy Brouke et ses amis, Soda Water Manning et Mormon Peters, prennent la défense des intérêts de la jeune fille. Sandy en tombe amoureux. Ils arrivent à récupérer la mine et y travaillent, pendant qu'ils envoient Molly faire des études. Plimsoll élabore un coup-monté contre Sandy et ses hommes et, lorsqu'elle revient en ville, Molly les retrouve en prison. Grâce aux efforts de Molly, Sandy est relâché, et finalement les escrocs sont défaits.

## Fiche technique
- Titre original : Action
- Titre : français : Action
- Réalisation : John Ford
- Scénario : Harvey Gates, d'après la nouvelle The Mascotte of the Three Star de J. Allen Dunn
- Photographie : John W. Brown
- Société de production : The Universal Film Manufacturing Company
- Société de distribution : The Universal Film Manufacturing Company
- Pays de production :  États-Unis
- Langue : anglais
- Format : noir et blanc — 35 mm — 1,33:1 — Muet
- Genre : western
- Date de sortie :
  - États-Unis : 12 septembre 1921

## Distribution
- Hoot Gibson : Sandy Brouke
- Francis Ford : Soda Water Manning
- J. Farrell MacDonald : Mormon Peters
- Buck Connors : Pat Casey
- Clara Horton : Molly Casey
- William Robert Daly : J. Plimsoll
- Dorothea Wolbert : Mirandy Meekin
- Byron Munson : Henry Meekin
- Charles Newton : Sherriff Dipple
- Jim Corey : Sam Waters
- Ed Jones : Art Smith

## Autour du film
- L'acteur Francis Ford est le frère aîné du réalisateur John Ford.
- Ce film est considéré comme perdu.